# Artful Kate
Artful Kate est un film muet américain réalisé par Thomas H. Ince et sorti en 1911.

## Synopsis
Kate est une émigrante espagnole qui rencontre le lieutenant Hamilton dont le navire fait voile vers Cuba. Elle comprend qu'elle ne le reverra plus...

## Fiche technique
- Réalisation : Thomas H. Ince
- Chef-opérateur : Tony Gaudio
- Production : Carl Laemmle
- Durée : 10 minutes
- Date de sortie :  États-Unis : 23 février 1911

## Distribution
- Mary Pickford : Artful Kate Stanley
- Owen Moore : Lieutenant Hamilton
- Charles Arling